# Station Bukowno
Station Bukowno is een spoorwegstation in de Poolse plaats Bukowno.